# Dovyalis caffra
Кафрська слива (Dovyalis caffra) — вид рослин родини вербові.

## Будова
Колючий вічнозелений чагарник 3-5 м або невелике дерево до 9 метрів висоти з густою кроною. Гілки мають шипи 6 см довжиною. Плоди круглі до 4 см в діаметрі, яскраво жовті коли стиглі, містять по 5-10 насінин.

## Поширення та середовище існування
Росте в Танзанії у чагарниках та на лісистих пасовищах, часто з акаціями. Зустрічається біля річок.

## Практичне використання
Соковиті, ароматні, кислуваті яскраво жовті плоди до 4 см в діаметрі можна вживати в їжу сирими чи приготовленими. Смак нагадує абрикос. У нестиглому стані занадто кислі, і вживаються лише з цукром. З плодів роблять джеми, желе, мармелад.

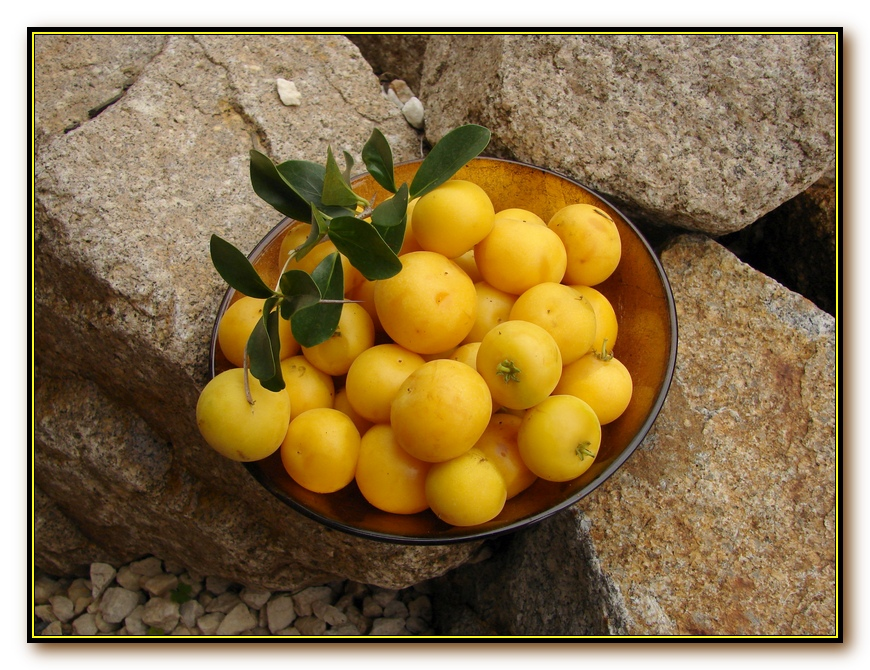
Стиглі плоди
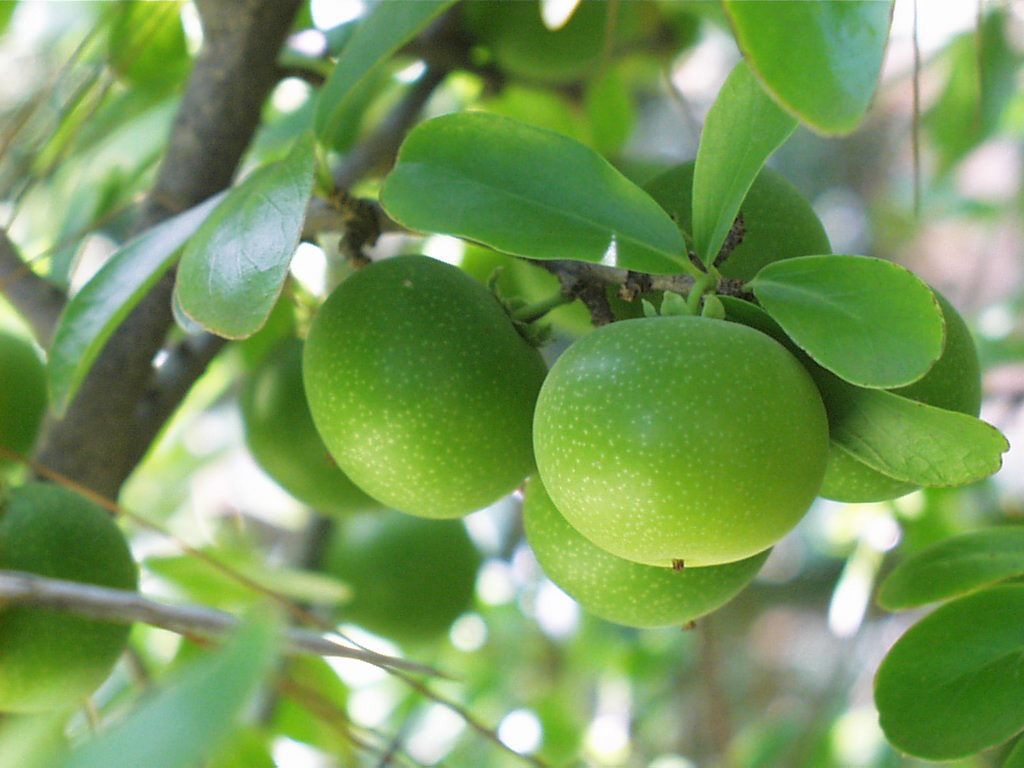
Незрілі плоди
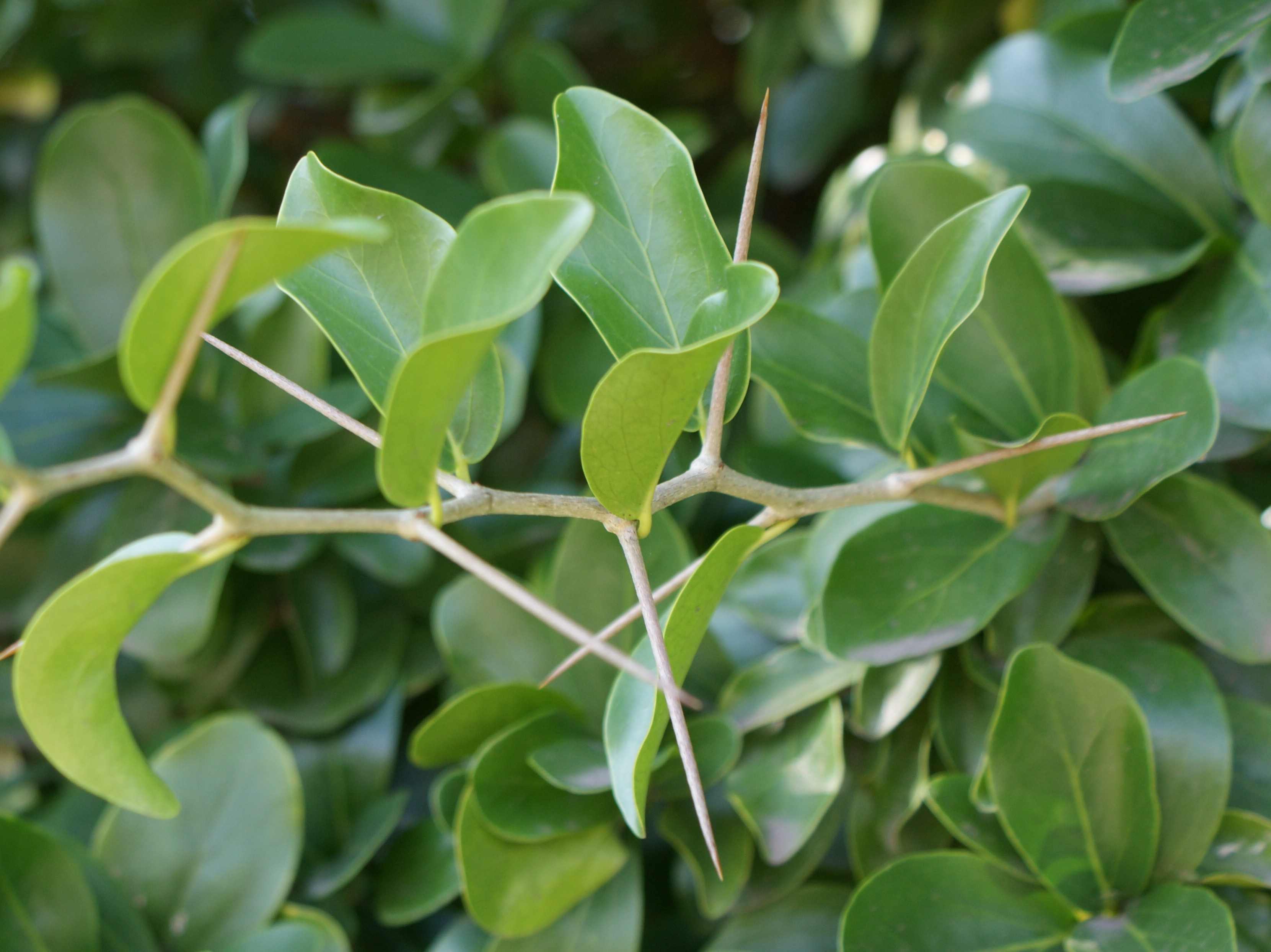
Шипи